# The Girl Thief
The Girl Thief er en amerikansk stumfilm fra 1910 af Sidney Olcott.